# Атал II Филаделф
Атал II Филаделф (На грчком: : Ἄτταλος Β΄ ὁ Φιλάδελφος, Атал II Филаделфус, што значи „Атал братољубац“; 220-138. п. н. е.) био је краљ Пергамa и оснивач данашњег турског града Анталије.

## Биографија
Био је други син Атала I Сотера, и прво је дошао на власт као регент заједно са својим братом Еуменом II, 160. п. н. е., чијом се удовицом (Стратоником од Пергама) оженио 158. п. н. е., после његове смрти.

## Војна и политичка каријера
Пре него што је постао краљ, Атал је већ био успешан војни командант. Године 192. п. н. е.  је послат од стране брата Еумена да обавести Римљане о Антиоху III. Године 190. п. н. е. је био присутан у бици код Магнезије, чији је исход био пораз Селеукида. Око 189. п. н. е. је водио своје снаге да се боре са римском војском, коју је водио Гнеј Манлије Вулсо у Галатији. Од 182. до 179. п. н. е., је успешно поразио Понтску краљевину којом је владао Фарнак I, и тиме је освојио нешто територије.
Године 172., Еумен, његов старији брат, враћајући се из посете Риму, је био нападнут близу  Кире, веровало се да је мртав. Атал, чувши то оженио се Еуменовом супругом Стратоником и постао је краљ Пергама. Када се његов брат вратио, развео се од Стратонике и предао је сву власт његовом брату.

## Дипломатија и регентско намесништво
Атал је често ишао у дипломатске посете Риму, и слао је многе посланике, попут Андроника од Пергама, добивши поверење Римљана. Римљани су Аталу чак нудили и помоћ у државном удару да свргне свог брата са власти, али је одбио. Када је његов брат умро 159. п. н. е., његов нећак је био сувише млад  да наследи свог оца, тако да је Атал владао у његово име као регент и поново се оженио Стратоником. Римљани су му помогли у биткама против Прусије II од 156. до 154. п. н. е. У лето 152., он, Птоломеј IV, Аријарат V и Рим су помогли претеденту Александру Баласу да преузме круну Селеукида од  Деметреја I и 149. п. н. е. је помогао Никомеди II да преузме битинијски трон од његовог оца Прусија II.
Проширио је своје краљевство, уз помоћ његовог доброг пријатеља Аријарата V од Кападокије, и основао је градове Филаделфију и Аталију. Наследио га је његов нећак Атал III.